# LSU O'Rourke
 'O'Rourke' es un cultivar moderno de higuera de tipo higo común Ficus carica unífera, de higos de piel marrón rojizo a granate. En América del Norte son capaces de ser cultivadas en USDA Hardiness Zones 7 a 10.

## Sinonimia
- "L57-11-103",[4][5]

## Historia
'LSU O'Rourke' tuvo sus inicios hace más de 40 años. La Estación Experimental Agrícola de Louisiana llevó a cabo un programa de cría de higos durante la década de 1950 y principios de los 60 para desarrollar nuevas variedades para Luisiana. Durante ese tiempo, los investigadores, bajo la dirección del Dr. Ed O´Rourke, hicieron cruces y evaluaron las plántulas para la adaptación. Este programa de cría se suspendió a fines de la década de 1960, pero algunas de las selecciones de LSU fueron mantenidas por viveros y jardineros particulares y en los huertos de la estación de investigación de LSU AgCenter.
Esta higuera fue criada en la Universidad Estatal de Luisiana por el obtentor Ed O´Rourke en la década de 1960, de un cruce de una planta de 'Celeste' como planta femenina polinizada por el cabrahigo 'C1' cabrahigo con frutos comestibles cedido por Ira J. Condit.
Higos de buen sabor. Buenos para su cultivo en el sur de Luisiana y en Florida. Ideal para climas cálidos húmedos.
LSU lanzó oficialmente su cultivar 'LSU O'Rourke' en 2007.

## Características
Las higueras 'LSU O'Rourke' se pueden cultivar en USDA Hardiness Zones 7 a más cálida húmeda, siendo la zona óptima de cultivo comprendida entre USDA Hardiness Zones de 8a a 10.
La planta es un árbol mediano unífera, muy productivo de higos que comienza a madurar a mediados de julio y en agosto, con higos de gran tamaño.
Hoja generalmente pequeña; subcordato en la base; con 5 lóbulos. Las plantas son vigorosas, con buena tolerancia al frío. Desarrollo rápido de la higueras.
El fruto de este cultivar es de tamaño grande, es oblongo delgado en apariencia, dulce y rico en aromas. Higo cuyo color de piel es típicamente marrón rojizo con algo de granate. Oblongo con la carne blanquecina con un color rosáceo. Ostiolo pequeño y cerrado.
Esta variedad es autofértil y no necesita otras higueras para ser polinizada. El higo tiene un ostiolo que está bloqueado con resina por lo que es bastante resistente a la putrefacción, ya que evita el deterioro durante condiciones climáticas adversas.
Cultivo solamente bien adaptado en el sur húmedo de Estados Unidos, en Luisiana, Florida, Carolina del Sur y en Carolina del Norte.

## Cultivo
Se cultiva sobre todo en huertas y jardines privados de Florida, Luisiana, Carolina del Sur y Carolina del Norte.
'LSU O'Rourke' son higueras productoras de higos que dan lugar a excelente higos para todo uso, tanto para mermeladas, higos secos y consumo en fresco.